# Pavilhão 9 (torcida)
O Grêmio Recreativo Cultural Social Bloco Torcida Clube Desportivo Pavilhão 9 é uma torcida organizada do Sport Club Corinthians Paulista, e ao mesmo tempo, uma entidade carnavalesca de São Paulo, Brasil. Foi fundada em 9 de setembro de 1990 por nove torcedores corintianos, em homenagem ao time de futebol da Casa de Detenção do Carandiru. É um Grêmio Recreativo, Cultural, Social e também um Bloco Carnavalesco, que atualmente participam dos desfiles oficiais do Carnaval de São Paulo, contando com diversas sub sedes pelo Brasil.
Atualmente, sua sede está localizada em Itaquera. O Pavilhão 9 promove a difusão do esporte e da cultura, principalmente entre a população de baixa renda da periferia da cidade.

## História
Os fundadores da torcida realizavam um trabalho social na Casa de Detenção, onde anualmente formavam um time, o Corinthians do Pavilhão Nove, e realizavam um jogo de futebol beneficente contra um time de detentos. Também confeccionavam faixas e bandeiras para divulgarem suas atividades nos estádios, durante as partidas do Corinthians. Decidiram então criar uma torcida organizada e, em 9 de setembro de 1990, oficializou-se a fundação da entidade, denominada Clube Desportivo Pavilhão 9.
O símbolo adotado foi a figura do Irmão Metralha, personagem de histórias em quadrinhos. 
Em 1992 o bloco foi oficializado, com sua sede inaugurada em 2000, no Centro da cidade. Durante o Carnaval de 2003, alguns de seus integrantes foram atacados por membros, inclusive diretores do então Bloco Independente, o que resultou na expulsão deste último do Carnaval.
Em abril de 2015, a sede da agremiação, então já localizada na Vila dos Remédios, foi invadida por três homens armados, quando oito integrantes da entidade, que estavam presentes no momento, foram assassinados a tiros. Entre eles, estavam o ex-presidente Fábio Neves Domingos, de 34 anos, e Mydras Schimidt Rizzo, de 38 anos, que era compositor e intérprete dos sambas da Pavilhão Nove. O ex-presidente Fábio foi um dos torcedores que esteve preso na Bolívia, após a morte do torcedor local Kevin Spada, durante a partida entre San José e Corinthians na segunda fase da Copa Libertadores da América daquele ano.

## Segmentos

### Presidentes
| Nome  | Mandato                                      | Ref.  |
| ----- | -------------------------------------------- | ----- |
| ? - ? | Fábio Neves Domingos "Fabio Nê" ou "Du Memo" | [ 3 ] |
| ? – ? | Phillip Gomes Lima                           | [ 6 ] |

Relação de presidentes 
Ary Carvalho 
Milton Viola
Alex Tata
Jefferson China
Hugo São Luiz 
Phillips Lima
Kaue Martins,Lucas Osório

## Carnavais
| Pavilhão Nove | Pavilhão Nove | Pavilhão Nove    | Pavilhão Nove | Pavilhão Nove                               | Pavilhão Nove                              | Pavilhão Nove |
| Ano           | Colocação     | Grupo            | Enredo | Carnavalesco                                | Intérprete                                 | Ref           |
| ------------- | ------------- | ---------------- | --- | ------------------------------------------- | ------------------------------------------ | ------------- |
| 2005          | 4º            | Blocos especiais | A criança é a luz para um futuro em harmonia Compositor: Mydras                                                                                                   | Gelson Coelho                               | Agnaldo Amaral Muitas-Presidente Alex Tata |               |
| 2006          | 4º            | Blocos especiais | Vicente Mateus, o senhor Corinthians Compositores: Eduardo, Edmilson e André                                                                                      | Vicente                                     | Agnaldo Amaral - Presidente Alex Tata      |               |
| 2007          | 2º            | Blocos especiais | Arigatô, sayonara, o país do sol nascente Compositores: Osmar Donizete, Beto Honorato, Vadô Milhan e Mascate                                                      | Carlos Miguel - Presidente Alex Tata        |                                            |               |
| 2008          | 2º            | Blocos especiais | Ritmos quentes e envolventes de origens negras Compositor: Mauro Pirata                                                                                           | Carlos Marques - Predidente Jefferson China |                                            |               |
| 2009          | 5º            | Blocos especiais | Um sonho não tem limite. Sonhar é preciso, realizar é possível. Somos brasileiros e não desistimos nunca! Compositores: Mydras e Bola                             | Carlos Marques                              | Mydras - Presidente Denis Motta            |               |
| 2010          | 4º            | Blocos especiais | Simplesmente o Neto - Uma Página de Determinação e Glórias no Centenário do Glorioso Corinthians Compositores: Mydras e Bola                                      | Carlos Marques                              | Mydras - Predidente Jefferson China        |               |
| 2011          | 10º           | Blocos especiais | De Louco Todos Tem um Pouco e Cada Qual com a Sua Mania Compositores: Mydras, Vinicius e Dingo                                                                    | Carlos Marques                              | Mydras - Predidente Jefferson China        |               |
| 2012          | 7°            | Blocos especiais | Superação! Da Comunidade Sofrida e Marginalizada aos Triunfos de ser Favela Compositor: Mydras                                                                    |                                             | Mydras Presidente Hugo São Luiz            |               |
| 2013          | Vice-campeão  | Blocos especiais | Vida de Boêmio Compositor: Mydras | Carlos Marques                              | Mydras-Presidente Hugo São Luiz            |               |
| 2014          | Campeão       | Blocos especiais | É o Nordeste, é o Sertão em festa no Pavilhão |                                             | Mydras - Presidente Fábio Dumemo           | [ 7 ]         |
| 2015          | 7º lugar      | Blocos especiais | Adoniran e suas canções, eternamente em nossos corações Compositor: Mydras.                                                                                       |                                             | Mydras                                     |               |
| 2016          | 12º lugar     | Blocos           | No Jubileu de Prata, Pavilhão Nove relembra seus carnavais e segue unido em busca da paz {Compositores:Rodrigo Bola e Carlinhos Barbosa - Intérprete Rodrigo Bola | Gelson Coelho                               | Rodrigo Bola                               | [ 8 ]         |